# Meruliaceae
Meruliaceae è una famiglia di funghi basidiomiceti appartenente all'ordine Polyporales.

## Generi di Meruliaceae
Il genere tipo è Merulius Fr. (nom. inv. = Phlebia Fr.), altri generi inclusi sono:
- Byssomerulius
- Castanoporus
- Chondrostereum
- Climacodon
- Columnodontia
- Crustoderma
- Cylindrobasidium
- Dacryobolus
- Gloeoporus
- Gloeostereum
- Lilaceophlebia
- Meruliopsis
- Mycoacia
- Mycoaciella
- Phlebia
- Podoscypha
- Resinicium
- Scopuloides
- Skvortzovia